# Buxerolles (Côte-d’Or)
Buxerolles település Franciaországban, Côte-d’Or megyében. Lakosainak száma 34 fő (2022. január 1.). Buxerolles Gurgy-le-Château, Chambain, Rouvres-sur-Aube, Arbot és Colmier-le-Haut községekkel határos.

## Népesség
A település népességének változása:
| Lakosok száma | 57   | 34   | 39   | 27   | 25   | 28   | 31   | 32   | 33   | 34   |
|               | 1968 | 1982 | 1990 | 2006 | 2013 | 2015 | 2017 | 2019 | 2020 | 2022 |